# Tärnö Naturreservat
Tärnö Naturreservat er et naturområde på Tärnö og Yttre Ekö i Karlshamns kommun i Blekinge.
Nordøst for Tärnö ligger Bockön-Mjööns Naturreservat. Nord for Yttre Ekö ligger Fölsö Naturreservat. 
De tre reservater ligger i den sydøstlige del af Hällaryds skärgård (også kaldt Karlshamns skärgård), der er én af største skærgårde i Biosfæreområdet Blekinge Arkipelag. 

## Øen
Tärnö er den største og den sydligste ø i Hällaryds skärgård. Øen er på 115,7 ha. På øen findes der mellem 40 og 65 huse af varierende alder. I nutiden kan bruges de gamle fiskerhuse som sommerhuse. 
Før i tiden var fiskerlejet befolket af fiskere og småbønder. 

## Transport
Det er passagerbåde med forbindelse til Matvik (øst for Karlshamn). Om sommeren anløbes øen også af Blekingetrafikens turistbåde. 